# Marek Gorzelniak
Marek Gorzelniak (Legnica, 12 luglio 1968) è un sollevatore polacco che ha gareggiato nella categoria dei pesi gallo.

## Carriera
Militò nello Śląsk Wrocław e vinse per quindici volte il titolo di campione polacco, detenendo quattro record nazionali con 255 kg. sul totale e 145 kg nello slancio a Riesa nel 1998, 113 kg nello strappo a Ciechanów nel 2003 e 154 kg a Tarnowskie Góry nel 2004.
Il suo miglior risultato a livello internazionale lo raggiunse ai campionati europei del 1990 ad Ålborg con la medaglia di bronzo nel totale e quella d'argento nello strappo. Partecipò a due edizioni dei Giochi olimpici: a Barcellona nel 1992, piazzandosi ottavo, e ad Atlanta nel 1996, classificandosi tredicesimo.
Intraprese anche la carriera militare, raggiungendo i gradi di sergente maggiore.